# MS Wadowice II
MS Wadowice II – masowiec zbudowany dla Polskiej Żeglugi Morskiej w chińskiej stoczni Xingang w Tjanjin, eksploatowany od 2010 roku. 
Ochrzczony został 8 stycznia 2010 roku, matką chrzestną została  burmistrz Wadowic Ewa Filipiak. „Wadowice II” to masowiec typu handy-size wyposażony w 4 dźwigi pokładowe o zasięgu od 4 m do 28 m i udźwigu 30 ton oraz 5 ładowni, w których może przewozić ponad 37 tys. ton rudy, węgla, nawozów, ziarna, fosfatów lub innych ładunków masowych. To statek odpowiadający wymaganiom najnowszych przepisów Międzynarodowej Organizacji Morza (IMO) oraz towarzystw klasyfikacyjnych. Jest wyposażony w urządzenia elektroniczne, nawigacyjne, antykolizyjne oraz zaawansowaną technologicznie maszynownię. Napędzany jest dwusuwowym, wysokoprężnym silnikiem Diesla typu Sulzer 6RTA48T-B. Załogę stanowi 21 marynarzy. Statek pływa pod banderą Wysp Bahama. Imiona pierwszych 13 jednostek tej serii pochodzą od polskich krain geograficznych, „Wadowice II” rozpoczęły serię imion polskich miast. Rzymska dwójka w nazwie masowca ma dwojakie znaczenie: statek, noszący nazwę tego miasta pływał już we flocie PŻM. Jest to również nawiązanie do imienia urodzonego tam papieża Jana Pawła II. Ze względu na miejsce budowy nazywane są potocznie „Chińczykami”.
Zamówienie tych jednostek jest realizowane przez PŻM od 2003 w ramach programu wymiany floty masowców, którego plan obejmuje do 2015 wprowadzanie 38 nowych statków.

## Podstawowe dane jednostki
- długość: 190 m
- szerokość: 28,5 m
- nośność: 38 061 DWT
- pojemność netto: 12 806 ton
- prędkość: 14 węzłów